# جيمس ليرد
جيمس ليرد هو محامي وسياسي أمريكي، ولد في 20 يونيو 1849 في York, New York ‏ في الولايات المتحدة، وتوفي في 17 أغسطس 1889 في هاستينغس في الولايات المتحدة. نشط حزبياً في الحزب الجمهوري. وقد انتخب عضو مجلس النواب الأمريكي ‏.